# کاموف

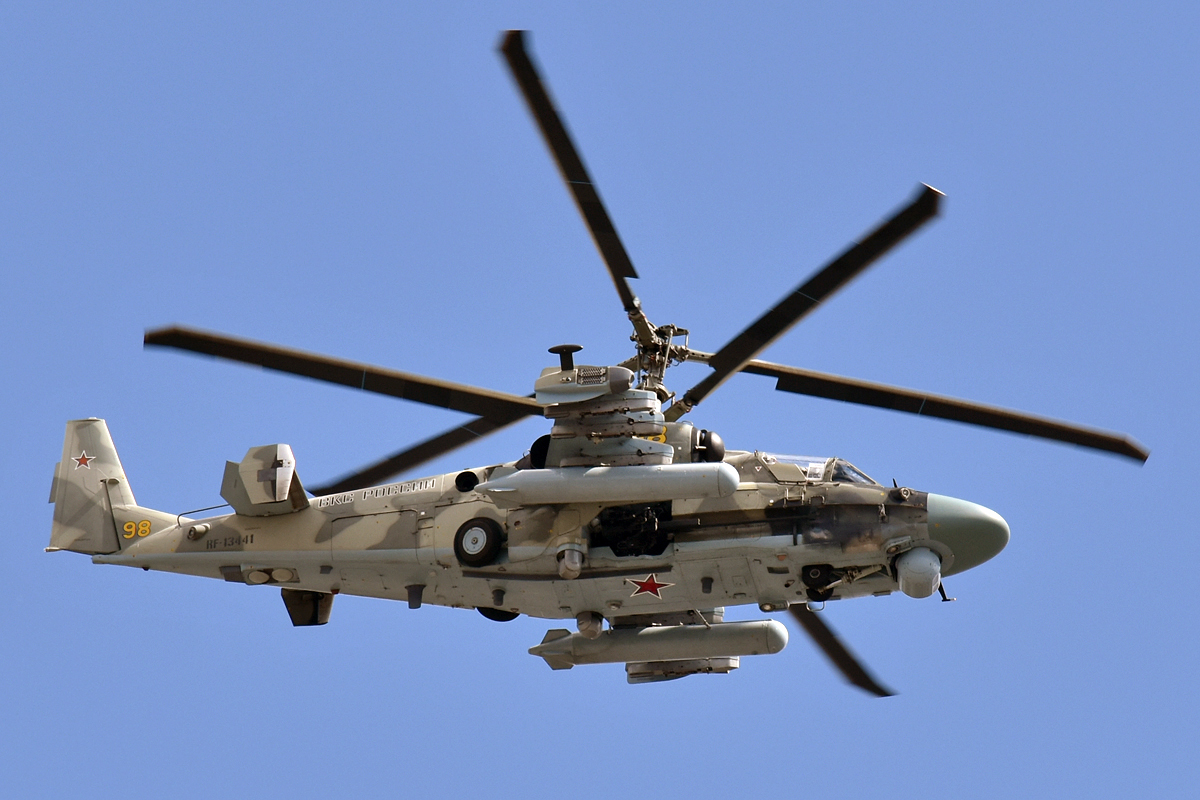
کاموف کا-۵۲

کاموف (به انگلیسی: Kamov) نام شرکت طراحی و تولید بالگرد روسی است که توسط نیکولای کاموف بنیان گذاشته شد که اولین بالگرد خود را در سال ۱۹۲۹ همراه دوست خود اسکیرزینسکی ساختند.